# Francisco de Paula Martínez

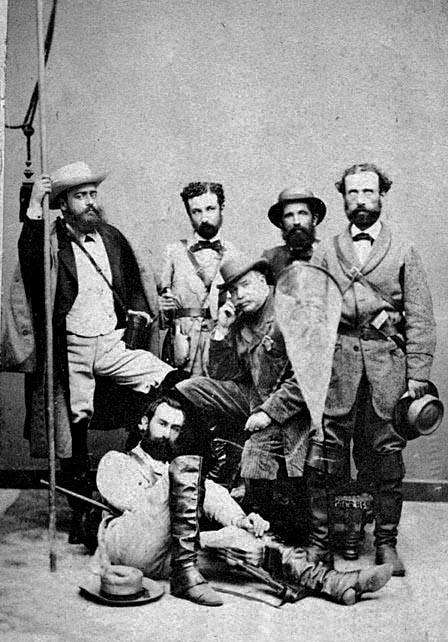
Retrato de los seis naturalistas de la Comisión Científica del Pacífico hecho por Rafael Castro y Ordóñez en Montevideo hacia diciembre de 1862. De pie, y de izquierda a derecha: el antropólogo Manuel Almagro y Vega, el zoólogo Francisco de Paula Martínez y Sáez, el botánico Juan Isern Battló y Carrera, y el entomólogo y geólogo Fernando Amor y Mayor. En el centro el presidente de la Comisión el conquiliólogo Francisco María Paz y Membiela. Sentado en el suelo, en primer plano, el zoólogo Marcos Jiménez de la Espada.

Francisco de Paula Martínez y Sáez (Madrid, 30 de marzo de 1835 - Madrid, 26 de abril de 1908) fue un zoólogo y entomólogo español.

## Biografía
En 1856 se licenció en Farmacia por la Universidad Central de Madrid (se doctoró en 1868 en Ciencias Naturales), donde permaneció como ayudante, destacando en la tarea en la clasificación de las colecciones de vertebrados del Museo Nacional de Ciencias Naturales. Trabajó también como profesor de mineralogía y botánica. Al poco de obtener la Cátedra como numerario en Historia Natural (que ejerció en Teruel, Oviedo y Jerez de la Frontera), fue llamado para formar parte, como zoólogo, de la Comisión Científica del Pacífico, puesto que aceptó de inmediato.
En la expedición fue designado ayudante naturalista, encargado de la recolección, clasificación y ordenación de mamíferos, reptiles acuáticos, peces y zoófitos, así como Secretario de la Comisión y, por tanto, debía llevar los libros de actas, el diario de la Comisión, la correspondencia oficial y la contabilidad.
En su labor -el navío expedicionario partió en 1862 de Cádiz-, destacó el diario del viaje -documento básico para el estudio histórico de la Comisión-, donde constan, no sólo las vicisitudes de los expedicionarios, sino también las impresiones del propio Francisco de Paula, los problemas que generaron las sucesivas bajas y gran número de láminas de plantas y animales dibujadas por los Comisionados. Recogió una ingente cantidad de muestras -calculadas en más de 30.000- formando una nutrida colección de piezas que, a la vuelta, donó al Museo de Historia Natural. Destacan las obtenidas en Brasil, Uruguay, Argentina (Patagonia y Malvinas), Chile, California y Ecuador, punto desde el cual participó en la denominada segunda expedición, internándose camino de Brasil a través de los Andes, para regresar a España, no sin grandes problemas, en enero de 1866.
Homenajeado a su vuelta, fue nombrado Catedrático supernumerario en la Universidad Central y, en 1872, ganó la Cátedra de Zoografía de Vertebrados. Siguió su labor científica, con estudios de los coleópteros de España, reuniendo más de 35.000 ejemplares de 8.393 especies distintas. Publicó numerosos estudios sobre zoología de América, África (Guinea y Sahara) y España.
Fue cofundador de la Sociedad Española de Historia Natural y miembro de la Sociedad Geográfica de Madrid, de la Sociedad Científica de Bruselas y de las Sociedades Entomológicas de París, Berlín y Stettin. Fue condecorado con la Real y Americana Orden de Isabel la Católica. Le fueron dedicadas distintas especies Helix martinezii, Ampuliaria martinezii, Tapinopterus martinezii, Bruchus martinezii, Dorcadion martinezii, Sunius martinezii, Platystolus martinezii, Zetobora martinezii, Largus martinezii y un género, Martinezia.